# Municipio de Central (condado de Franklin)
El municipio de Central (en inglés: Central Township) es un municipio ubicado en el condado de Franklin en el estado estadounidense de Misuri. En el año 2010 tenía una población de 14054 habitantes y una densidad poblacional de 55,2 personas por km².

## Geografía
El municipio de Central se encuentra ubicado en las coordenadas 38°21′3″N 90°59′6″O / 38.35083, -90.98500. Según la Oficina del Censo de los Estados Unidos, el municipio tiene una superficie total de 254.59 km², de la cual 253.97 km² corresponden a tierra firme y (0.24%) 0.61 km² es agua.

## Demografía
Según el censo de 2010, había 14054 personas residiendo en el municipio de Central. La densidad de población era de 55,2 hab./km². De los 14054 habitantes, el municipio de Central estaba compuesto por el 96.87% blancos, el 1% eran afroamericanos, el 0.31% eran amerindios, el 0.24% eran asiáticos, el 0.02% eran isleños del Pacífico, el 0.28% eran de otras razas y el 1.27% pertenecían a dos o más razas. Del total de la población el 1.01% eran hispanos o latinos de cualquier raza.